# Jiří Daniel
Jiří Daniel, vlastním jménem František Schulmann (25. srpna 1916 Praha – 1945) byl český básník židovského původu. Bývá řazen do tzv. Bednářovy skupiny nebo také "ortenovské generace", která se přihlásila v Jarním almanachu básnickém 1940. 

## Život
Otec byl ředitelem cukrovaru v Libáni u Jičína. Jiří Daniel tam i později rád pobýval, dokud mohl. Publikovat začal ve Studentském časopise, v Mladé kultuře a ve Věstníku české židovské obce. Tehdy užíval pseudonym Jiří Weigner. Pseudonym Jiří Daniel vymyslel pravděpodobně František Halas pro Kritický měsíčník a Jarní almanach básnický 1940, již v době, kdy bylo nutno zatajovat židovský původ autorů (činil tak i u Ortena, Hanuše Bonna a Josefa Lederera).
V roce 1941 se oženil s rozvedenou Julií Adamovou (1913–1990), rozenou Schorschovou. V březnu 1943 byl z Prahy transportován do koncentračního tábora Terezín. Odsud odjel v září 1944 do Osvětimi. Zemřel buď v březnu nebo v dubnu 1945, možná při pochodu smrti z Osvětimi do Bergen-Belsenu, nebo ze Sachsenhausenu.

## Dílo
Básně publikoval v Kritickém měsíčníku a v Jarním almanachu. Připravoval sbírku Jarní sad, ale nestihl ji už dokončit. Jeho texty byly vydány až v roce 1998 (krom básní jsou zde i deníkové záznamy a korespondence), v souboru nazvaném Mé myšlenky se velice nepodobají dýmu. Velkým tématem jeho básní a deníků je zamilovanost do Věry Škrabálkové, která byla ovšem partnerkou (později manželkou) jeho přítele Kamila Bednáře, a nemohl ji tudíž získat. Zajímavé je, že ač literárně jeho vazba na Věru nevyhasla, v reálném životě se oženil s jinou ženou, Julií Adamovou. Ač židovského původu, oporou a inspirací se mu také stávalo křesťanství. 
Autoři Panoramatu české literatury jeho tvorbu charakterizovali slovy: "Danielova tvorba vytváří v české literatuře osobitou variantu existenciální poezie, v níž se po počáteční idylické atmosféře raných básní dopracoval k vizi destrukce hodnot předválečného světa. Původní rovnováha věcí se roztříštila do nivelizace, jíž subjekt není schopen zabránit. Danielovy deníky jsou jiným zápisem téže zkušenosti: subjekt v reflexi lidské existence ztrácí jakýkoli opěrný bod i víru v útěšnou moc poezie, patrnou u Ortena, a naopak usiluje dospět ke křesťanské jistotě víry".
Překládal též z němčiny, především texty Rainera Marii Rilkeho, jímž byl také silně ovlivněn jako básník.